# Mausoleo Diri Baba
El mausoleo de Diri Baba (en azerí: Diri Baba məqbərəsi) es el mausoleo del Sheikh Diri Baba, situado en la ciudad de Qobustan, raión de Gobustan, Azerbaiyán.

## Arquitectura
El mausoleo se describió en diarios de K. de Bryuin y A. Oleariy, y también en un trabajo de B. Dorn. El mausoleo se encuentra en una plaza situada en un acantilado glíptico. El edificio cuenta con dos niveles; el primero tiene una sala cubierta con un arco apuntado, con un pasillo a una cúpula octaédrica de un pequeño vestíbulo. La escalera que dirige a la sala de la segunda planta ha sido excavada en el propio acantilado. Una cúpula esférica con una parte superior en punta tiene trompas decoradas con ornamentos de plantas.
Hay un fragmento de una ligadura, indicando una fecha (año 1402), y también parte del nombre del arquitecto (“…el hijo del ustad Haji” en una de las trompas. Son muchas las leyendas y los mitos relacionados con este sitio. El mausoleo Diri Baba se decoró con un mosaico y una eficaz ligadura de un caligrafista llamado “Dervish”.

## Galería de imágenes

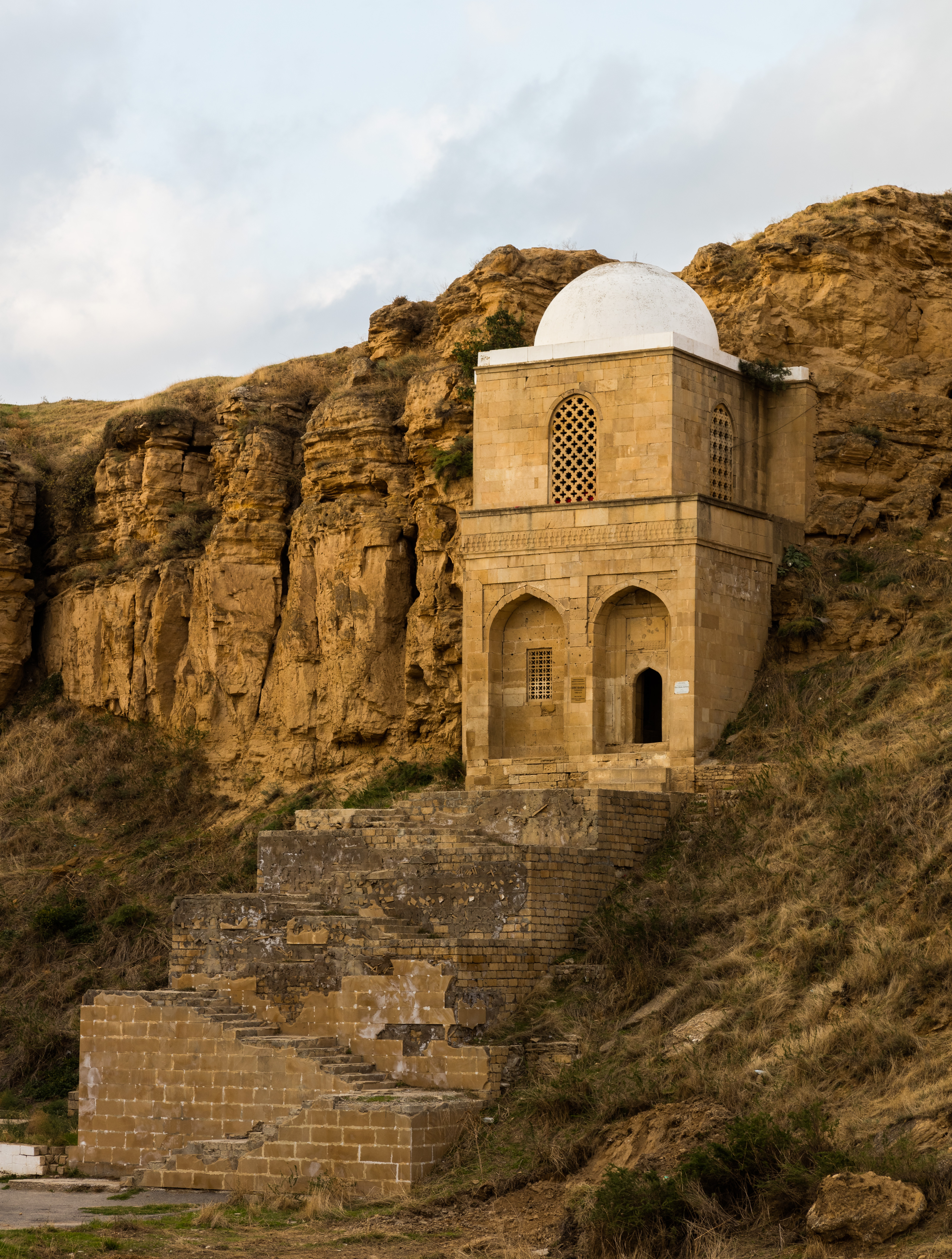
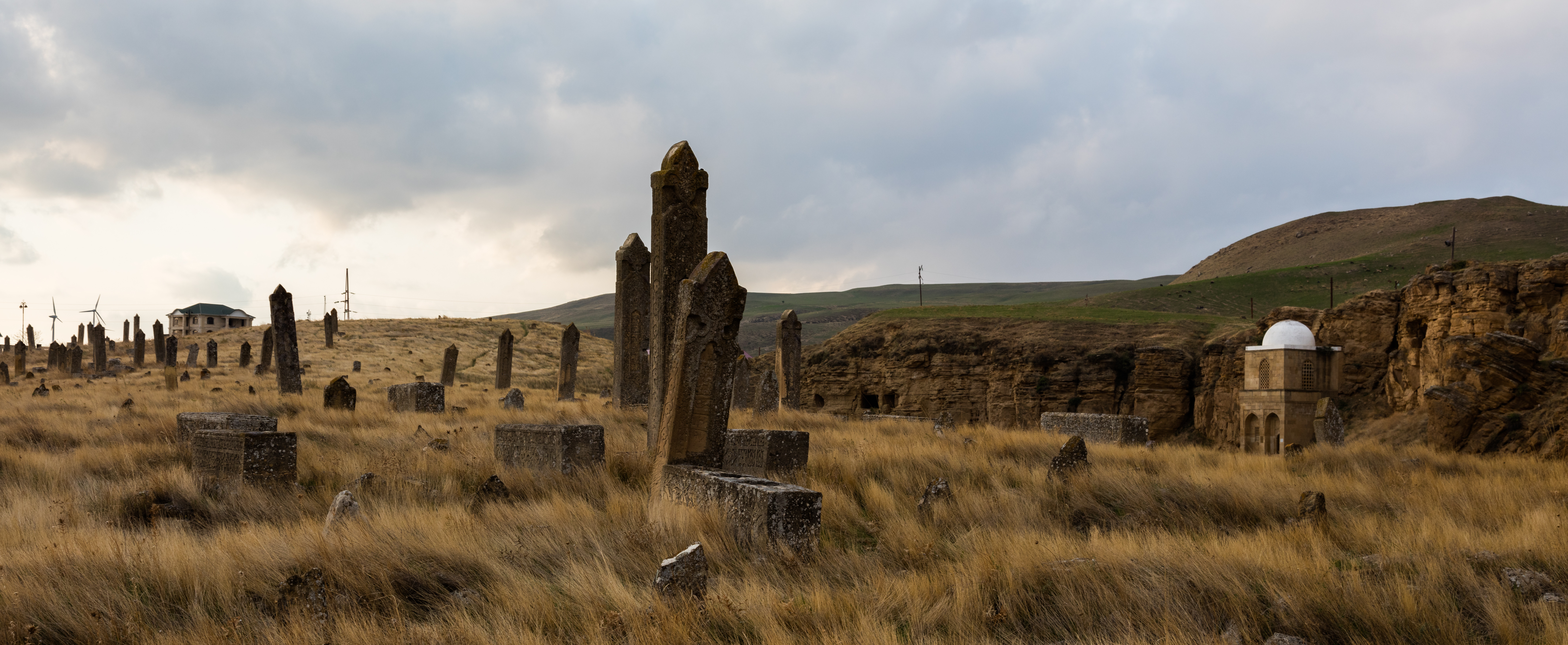
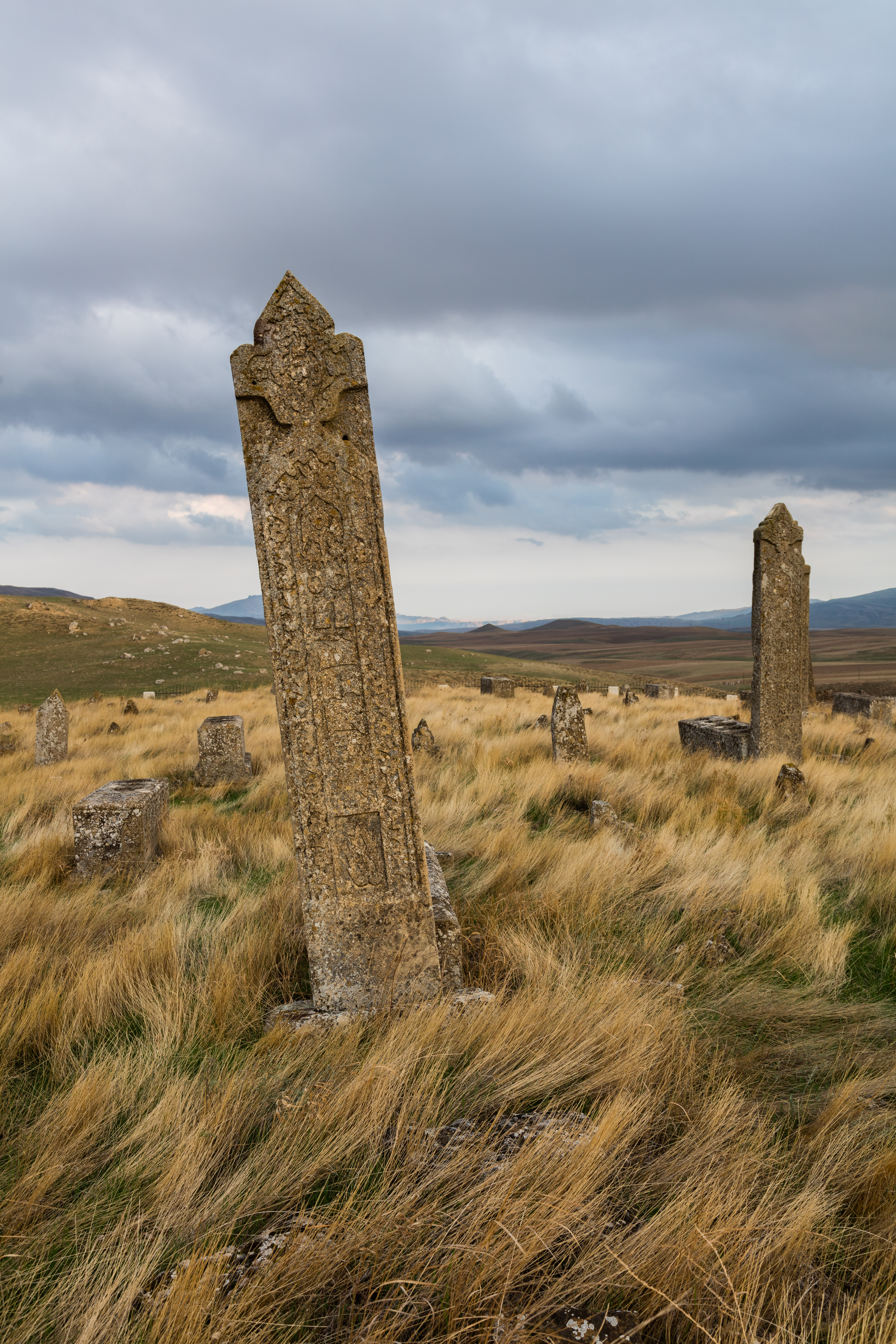
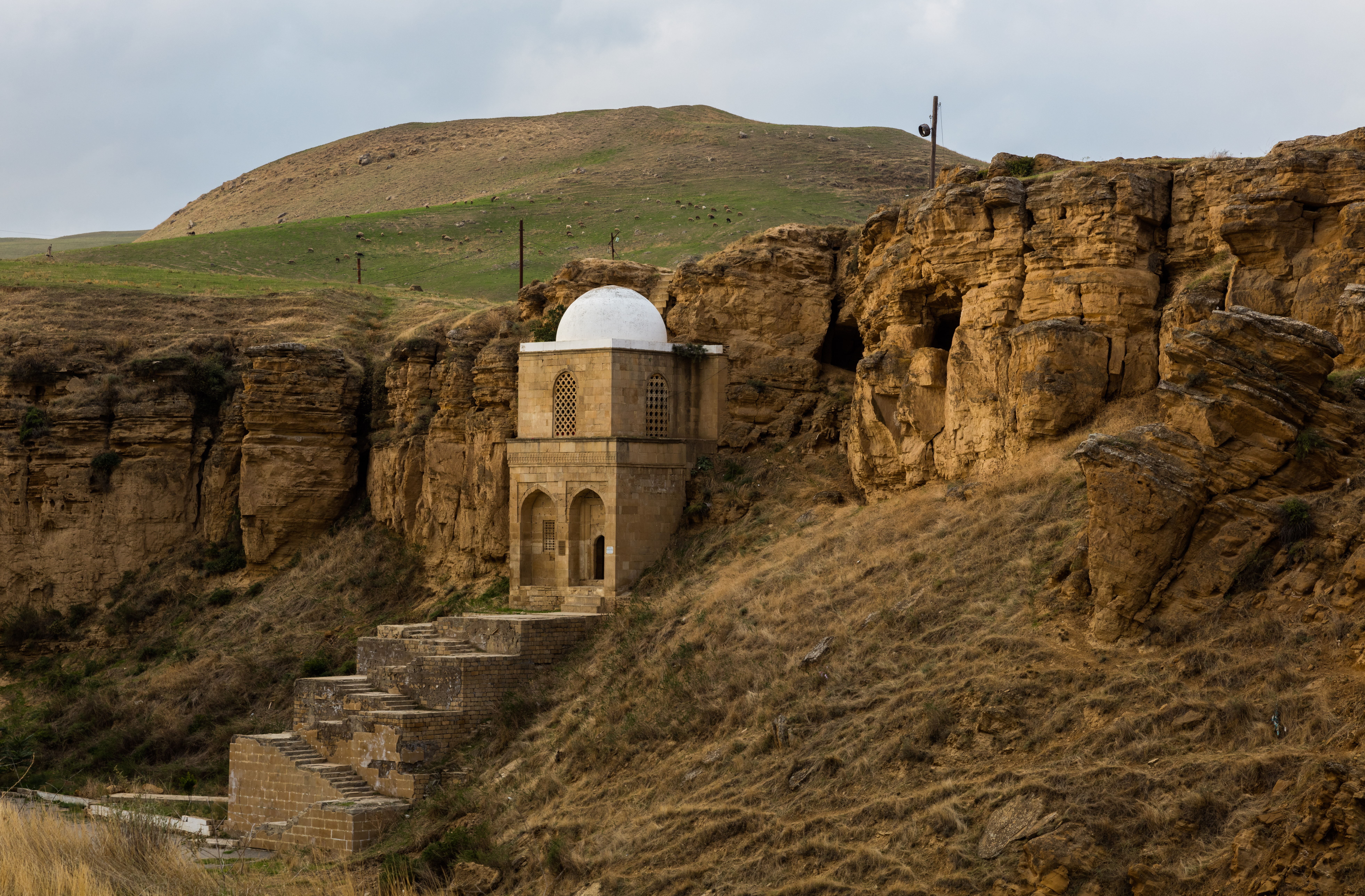
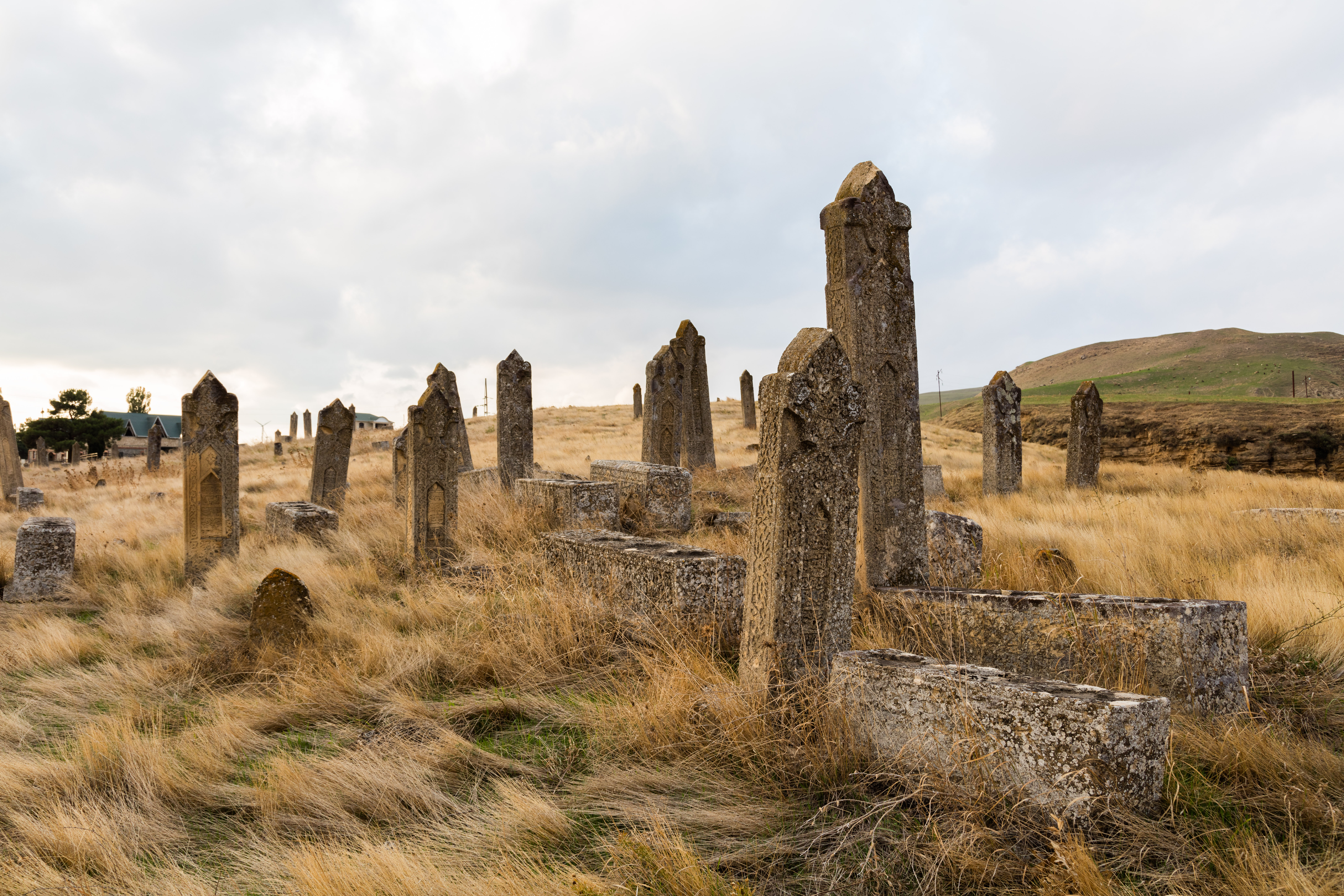